# Ульпіана (футбольний клуб)
Футбольний клуб «Ульпіана» або просто ФК «Ульпіана» (алб. Klub Futbollistik Ulpiana Lipjan) — професіональний косовський футбольний клуб з міста Ліплян. Команда виступає в суперлізі чемпіонату Косова.

## Історія
Клуб створений у 1926 році. Лише одного разу виступав на найвищому рівні в сезоні 2008–09 років але посів за підсумками першості дванадцяте місце та вибув до першого дивізіону.

## Стадіон
Домашні ігри клуб проводить на стадіоні «Самі Келменді», який вміщує 2,5 тисяч глядачів. Він не відповідає критеріям Союзу європейських футбольних асоціацій.

## Клубні кольори
| Синій | Білий |